# Néoréaction
Pour les articles homonymes, voir Néo-réactionnaire.
La néoréaction, dite les Lumières obscures (en anglais, Dark Enlightenment), et abrégée NRx, est une école de pensée et un mouvement politique antidémocratique, antiégalitariste et antiprogressiste américain. La néoréaction rejette le progressisme et l'idée d'une histoire qui irait vers une plus grande liberté. Elle est ainsi en partie une réaction contre « la conception whig de l'histoire ». Le mouvement est favorable à un retour aux valeurs traditionnelles et à des formes de gouvernement plus anciennes, comme la monarchie ou d'autres formes de pouvoir fort et centralisé,, couplé avec un libéralisme économique de droite ou à d'autres formes de conservatisme fiscal.
Née avec le blog  de Mencius Moldbug, la pensée NRx rejette la démocratie libérale et préconise un gouvernement monarchique afin de promouvoir une autre sorte de société « ouverte ». S’inspirant de l'école d'économie autrichienne, de la théorie « élitiste » et de la tradition réactionnaire, surtout de Thomas Carlyle, Moldbug soutient que l'Occident, notamment les États-Unis, est gouverné par des élites progressistes qui produisent une culture « universaliste » afin de renforcer leur pouvoir. Or, selon Moldbug, le régime universaliste-démocratique est inefficace, incapable de comprendre la réalité, et condamné à s’effondrer dans le chaos.
Selon l'accélérationniste britannique Nick Land proche de Mencius Moldbug, la néoréaction se différencie de l'alt-right en cela que l'alt-right est populiste et anticapitaliste quand la philosophie néoréactionnaire est élitiste et prône un capitalisme débridé.

## Historique et influences
La paternité de la philosophie néoréactionnaire (NRx) est attribuée à Mencius Moldbug et Nick Land,,,,,. La philosophie NRx s'inspire entre autres des travaux de Thomas Carlyle, Robert Filmer, Hans-Hermann Hoppe, Murray Rothbard, Ludwig von Mises et James Burnham,,. Dans une moindre mesure, Carl Schmitt, Oswald Spengler, Martin Heidegger, Friedrich Nietzsche, Leo Strauss, Friedrich Hayek, William Rees-Mogg et Michel Houellebecq ont aussi influencé le mouvement,,,. Le philosophe Bronze Age Pervert possède des idées proches de la pensée néoréactionnaire et est un ami de Moldbug,,.  
Politiquement, la mouvance néoréactionnaire s'inspire de figures historiques comme Lee Kuan Yew à Singapour, Augusto Pinochet au Chili ou encore Frédéric II de Prusse.  
La pensée NRx est particulièrement influente et populaire au sein des élites de la Silicon Valley incarnée notamment par le milliardaire Peter Thiel,,, et son associé Blake Masters,,,. Elle est également appréciée par plusieurs cadres de l'administration Trump tels que Michael Anton et Steve Bannon,,. Tucker Carlson, le journaliste vedette de Fox News, est également un admirateur des écrits de Curtis Yarvin. J. D. Vance, colistier de Donald Trump à l'élection présidentielle américaine de 2024, a rencontré Curtis Yarvin et serait idéologiquement proche du mouvement néoréactionnaire, selon Philosophie Magazine. Selon le New York Times, Curtis Yarvin a nourri la pensée politique de J.D. Vance et sa manière de concevoir le pouvoir.  
La néoréaction est également fortement associée à l'accélérationnisme, notamment l'accélérationnisme inconditionnel (Unconditional Accelerationism ou U/Acc),,.  

## Concepts
L'une des notions clés de la critique néoréactionnaire est celle de « Cathédrale ». La Cathédrale correspond a une structure décentralisée incluant la presse, les universités et la haute administration publique, qui promeut et impose l'idéologie du progressisme et le modèle de la démocratie libérale. L'économiste Gilles Saint-Paul, dans un essai intitulé Contre la Cathédrale, définit ainsi le concept :

« Nous pouvons postuler l’existence d’une convergence d’intérêts entre l’administration, le monde universitaire et (sans doute) les médias officiels que nous appellerons complexe administrativo-médiatico-universitaire ou, pour faire court, la Cathédrale. De même qu’il est dans l’intérêt objectif du complexe militaro-industriel (l’un des rivaux de la Cathédrale) de susciter des conflits afin d’accroître la production et la vente d’armes, il est dans l’intérêt de la Cathédrale de susciter des problèmes socio-économiques afin d’accroître la production de rapports d’experts, débats de société, conférences internationales, crédits de recherche et réglementations. »

— Gilles Saint-Paul, Contre la Cathédrale
D'autres concepts clés de la philosophie NRx incluent « l'hyper-racisme », « la biodiversité humaine » (human biodiversity - HBD),, ou encore RAGE (Retire All Government Employees),.

## Principes et analyse
Le blogueur néoréactionnaire Michael Anissimov établit la pensée NRx sur 6 principes fondamentaux:   
1. Les individus ne sont pas égaux. L'égalité entre les individus est impossible. Nous rejetons l'égalité dans toutes ses formes.
2. La droite a raison et la gauche a tort.
3. La société doit être fondée sur une hiérarchie entre les individus.
4. La société doit être fondée sur les rôles de genre traditionnels.
5. Le libertarianisme est une idéologie attardée.
6. La démocratie est un système politique intrinsèquement défectueux dont on doit se défaire.

La néoréaction s'oppose à d'autres mouvements politiques de droite tels que l'antisémitisme, le nationalisme blanc et le libertarianisme, tous les trois vivements critiqués et rejetés par Mencius Moldbug,,.